# حسيكة باومية
حسيكة باومية (الاسم العلمي:Bidens baumii) هي نوع من النباتات تتبع جنس الحسيكة من الفصيلة النجمية.